# Silly Boy Blue
Silly Boy Blue is een nummer van de Britse muzikant David Bowie, uitgebracht als de negende track op zijn debuutalbum David Bowie uit 1967.

## Achtergrond
Het nummer komt uit de zogeheten "Tibetaanse periode" van Bowie. In februari 1966 zei hij tegen Melody Maker: "Ik wil naar Tibet gaan. Het is een fascinerende plaats, weet je. Ik zou graag op vakantie gaan en in de kloosters kijken. De Tibetaanse monniken, Lamas, begraven zichzelf wekenlang in de bergen, en eten slechts om de drie dagen. Ze zijn belachelijk - en er wordt gezegd dat ze eeuwen leven... Voor zover ik weet, is het hele idee van het Westerse leven - dat is het leven wat we nu leven - fout. Dit zijn wel moeilijke overtuigingen om in nummers te schrijven." Bowie werd geïnspireerd om het nummer te schrijven door het boek Zeven jaar in Tibet van Heinrich Harrer uit 1952, en door zijn ontmoeting met Dharma-leraar Chime Rinpoche.
Bowie nam het nummer voor het eerst op aan het eind van 1965 met zijn band The Lower Third. Deze demoversie, met een andere tekst, is nooit officieel uitgebracht, maar is wel te vinden op een aantal bootlegs. Op 8 december 1966 is het nummer opnieuw opgenomen en in deze versie verscheen het op Bowie's debuutalbum een jaar later. Hij nam het nummer in 1968 tweemaal opnieuw op in sessies voor de BBC. Het nummer "Seven Years in Tibet" van het album Earthling uit 1997 is thematisch een voortzetting op dit nummer. In 2000 werd het nummer opnieuw opgenomen voor het album Toy, dat nooit officieel verscheen en in 2011 op het internet lekte.

## Muzikanten
- David Bowie: zang, gitaar
- Derek Boyes: orgel
- Dek Fearnley: basgitaar
- John Eager: drums